# Aigrefeuille-d'Aunis
Aigrefeuille-d'Aunis es una comuna francesa situada en el departamento de Charente Marítimo, en la región de Nueva Aquitania.

## Demografía
| 1783 | 1940 | 2313 | 2843 | 2944 | 3151 | 4479 |
| Para los censos de 1962 a 1999 la población legal corresponde a la población sin duplicidades (Fuente: INSEE [Consultar]) |      |      |      |      |      |      |